# Шаритон (Айова)
Шаритон (англ. Chariton) — город и административный центр в округе Лукас в штате Айова в Соединённых Штатах Америки.
Согласно результатам переписи населения США, проведённой в 2020 году, число жителей города составляло 4193 человека, что, для такого небольшого населённого пункта, существенно ьше (−3.0%), чем было во время предыдущей переписи прошедшей в 2010 году (4321 человек).

## История
Харитон был основан в 1850 году и назван именем французского предпринимателя, который вёл свой бизнес в этих местах.

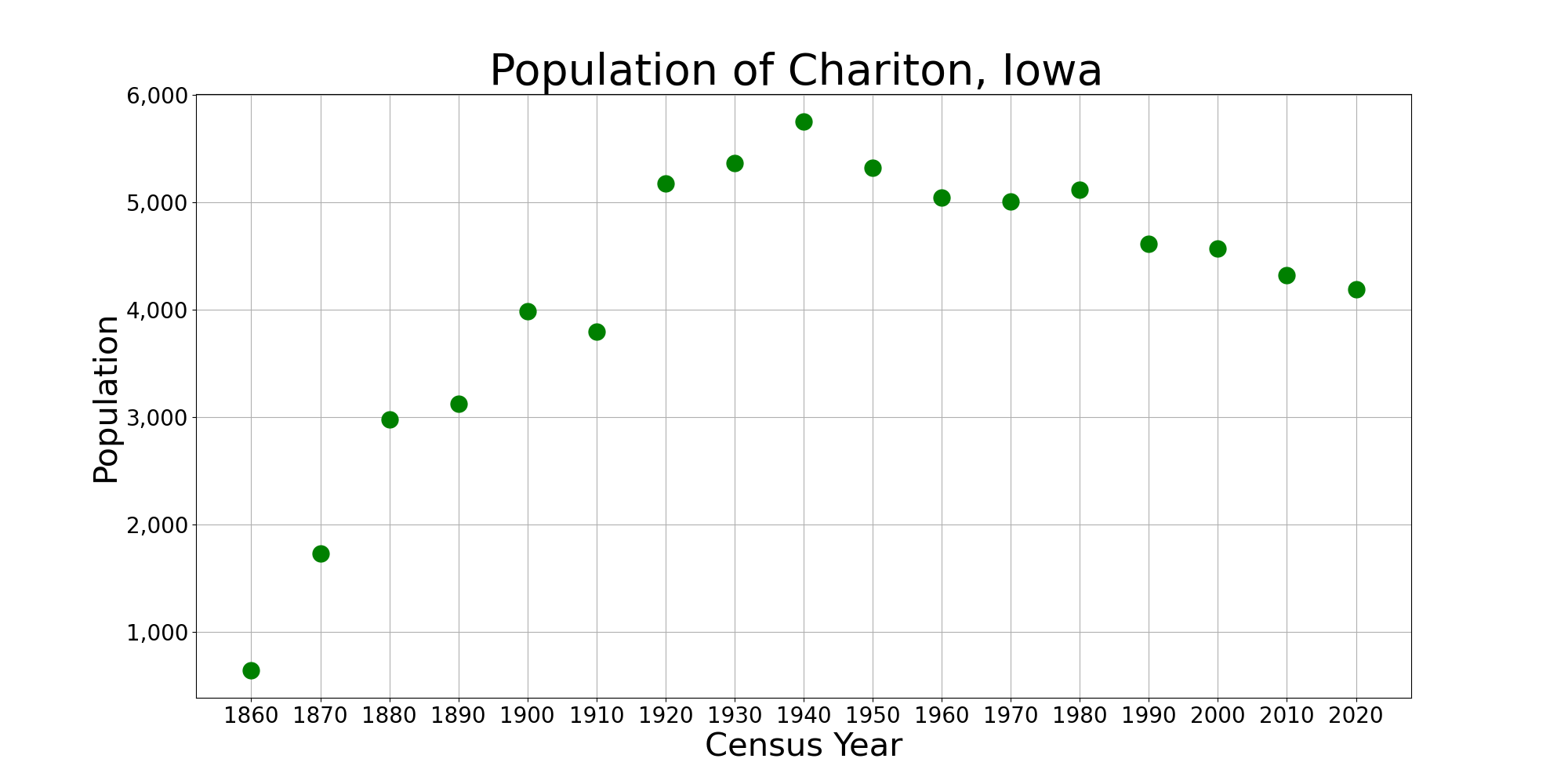
Число жителей по годам

В 1860 году в сообществе проживал 641 человек,а своего максимума население достигло в 1940 году (5754 человек). С той поры переписи каждое десятилетие фиксируют уменьшение числа горожан, за исключением переписи 1980 года, когда был зафиксирован небольшой (+2,1%) прирост.
В апреле 1947 года начал свою работу муниципальный аэропорт Шаритон, принадлежащий городу, который расположен в трёх милях к западу от по шоссе № 34. Он обслуживает как город, так и весь округ Лукас.
6 сентября 2006 года здание отеля «Chariton» было занесено в Национальный реестр исторических мест США, а в 2009 году в этот список было вписано и здание суда округа Лукас.

## География

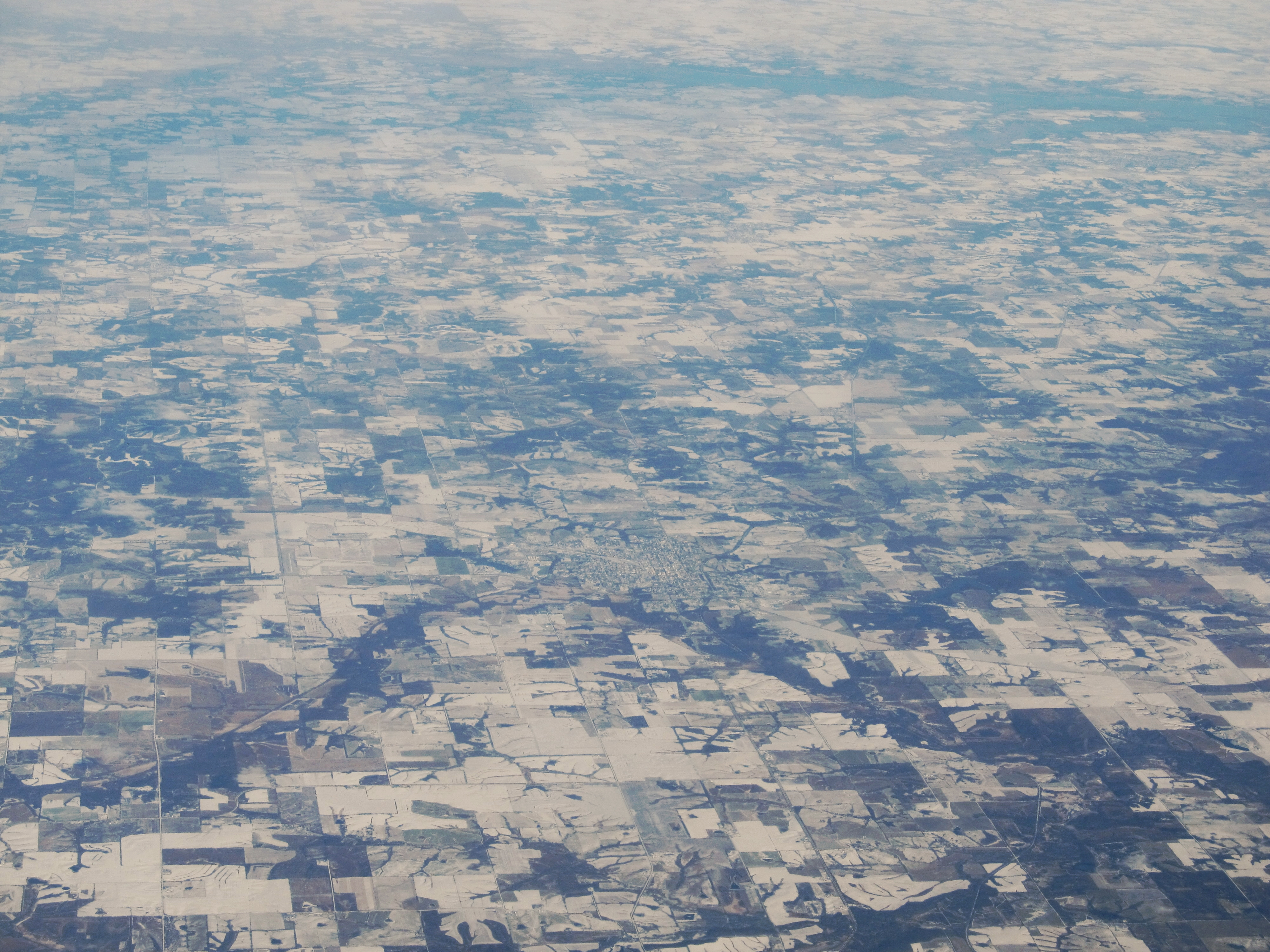
Шаритон и его окрестности

В соответствии с данными указанными на сайте центрального статистического органа страны — Бюро переписи населения США, общая площадь города Шаритон составляет 3,82 квадратных мили (9,89 км²) и всю эту территорию занимает суша. 
Город расположен на высоте около 320 метров (1040 футов) над уровнем моря, а на его наивысшей точке построено здание окружного суда.
Выгодное географическое расположение и близость к транспортным сетям сделала Шаритон основным распределительным центром сети супермаркетов Hy-Vee; некоторое время здесь же располагалась и штаб-квартира компании.

## Климат
Согласно данным представленным Национальной метеорологической службой США в городе Шаритоне влажный континентальный климат с жарким летом, который по классификации климатов Кёппена, сокращённо обозначается на климатических картах аббревиатурой «DFA».